# 브리뇰

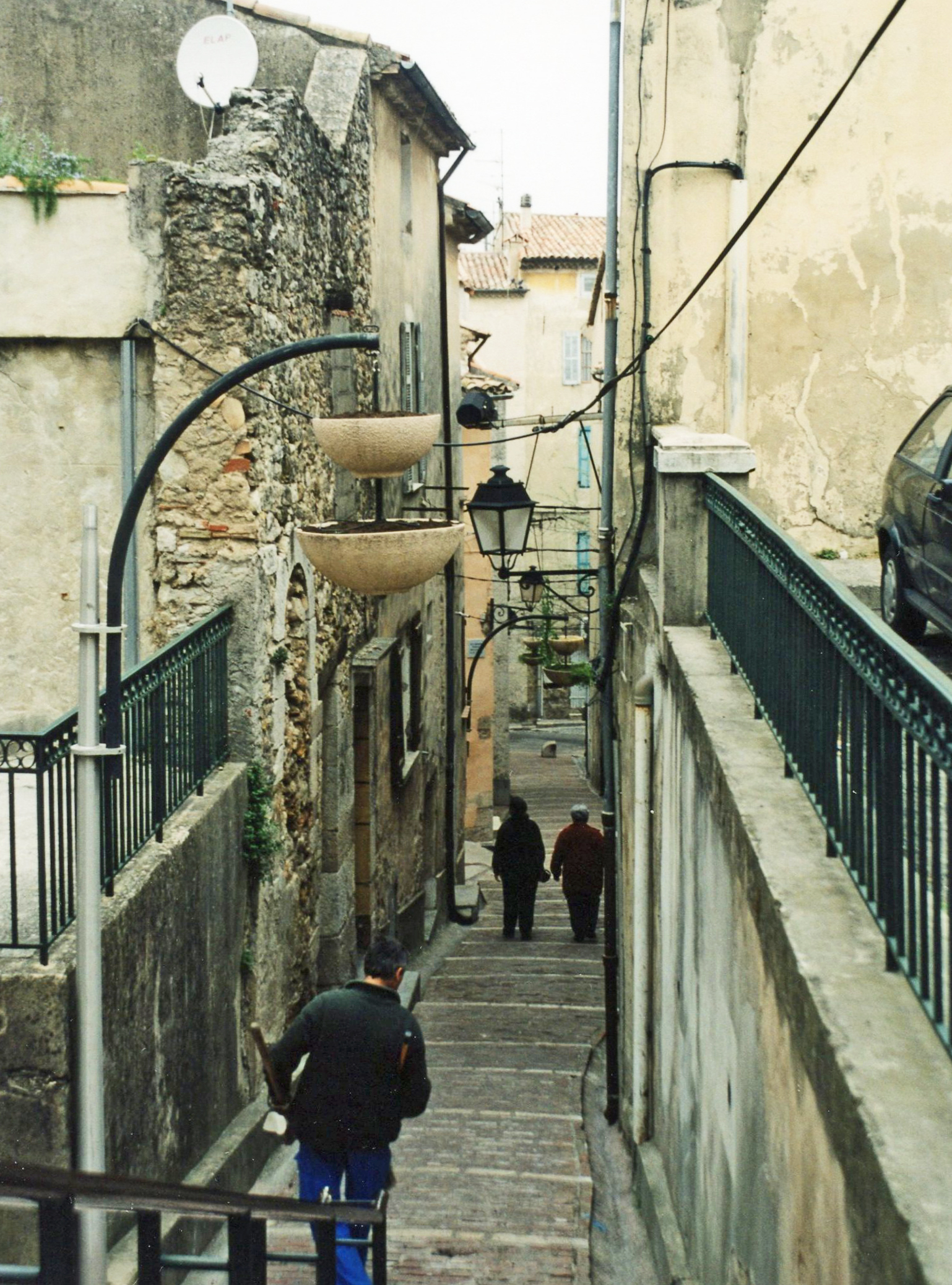
브리뇰 시가지

브리뇰(프랑스어: Brignoles, 프랑스어 발음: [bʁiɲɔl])은 프랑스 남동부 프로방스알프코트다쥐르 바르주에 위치한 도시로 면적은 70.53km2, 인구는 15,912명(2008년 기준), 인구 밀도는 230명/km2이다. 13세기에 건립된 성곽 유적이 남아 있으며 프로방스 백작들의 여름 관저가 있던 곳이기도 하다.

시 문장

## 자매 도시
- 독일 그로스게라우
- 벨기에 틸트
- 이탈리아 브루니코
- 폴란드 샤모투위

## 같이 보기
- 바르주의 코뮌 목록